# Іскандар Муда
Іскандар Муда (бл. 1583 — 27 грудня 1636) — 12-й султан Ачеху в 1607—1636 роках. Ім'я перекладається  як Молодий Олександр. Вважається Національним героєм Індонезії. За час його панування Ачех домігся найбільшого територіального розширення, політичного і економічного піднесення.

## Життєпис

### Молоді роки
Походив з династії Мевкута Алам. Син Мансур Сіаха, онука султана Алауддіна аль-Кахара, та Путері Раджа Індерабангси (доньки султана Алауддіна Ріаята Сіаха аль-Мукаммаля). Народився близько 1583 року. Замолоду виявляв політичні амбіції, взявши ім'я Перкаса Алам.
Десь у 1605 році посварився зі своїм вуйком — султаном Алі Ріаятом Сіахом III, внаслідок чого вимушен був тікати до князівства Педір, де правив його інший вуйко Хусейн. Разом вони планували повстання проти Султана Алі, але зрештою був ув'язнений султаном. 1606 року під час нападу португальців на Ачех, він був звільнений з в'язниці і відзначився в боротьбі з ворогами. Коли 4 квітня 1607 року султан раптово помер, Перкаса Алам зміг посісти трон. Він ув'язнив вуйка Хусейна, а пізніше вбив його. За цим прийняв ім'я Іскандар Муда.

### Султанування

#### Зовнішня політика
З самого початку спрямував зусилля для розширення володінь, плануючи здолати вплив Джохорського султанату. Тепе ер військо складалося з кінноти і піхоти. Для першої закуплялися коні в
Персії. Збережено й розширено було підрозділ на місцевих слонах. Сформовано загін гармашів, де кількість гармат збільшено до 2 тис. (власного та європейського виробництва).
У 1612 році султан завоював султанат Делі, а в 1613 році — державу Ару. 1614 року завдав поразки португальському флоту в битві біля Бінтані. У 1615 році підкорив Джохорський султанат, захопивши родину володаря Алауддін Ріаят-шаха III, яких було доставлені в Ачех разом із групою торговців з Голландської Ост-Індської компанії. Втім того ж року знать Джохору вигнало ачеську залогу, а Іскандар Муда так і не зміг встановити постійний контроль над цими землями до 1615 року, коли поставив на трон Джохора свого зятя і брата попереднього султана Абдуллу Маят-шаха. Але вже 1617 року останній створив антиачехський союз з султанатами Паханг, Палембанг, Джамбі, Індерагірі, Кампар і Сіак. Також відмовив Англійській Ост-Індській компанії в  праві на створення власної факторії в султанаті.
У 1617 році він завоював Паханг і перевіз його султана Ахмада Сіяха в Ачех, внаслідок цього вдалося закріпитися на Малаккському півострові. 1619 року султан підкорив Кедах, чию столицю наказав сплюндрувати, а вцілілих мешканців перевезли до Ачеху. 1620 року те ж саме зробив з Пераком.

Розширення султанату Ачех і походи Іскандара Муди

У 1623 році вдалося знову завдати поразки Джохорському султанату, пограбувавши його столицю. Близько 1624 року приєднав до своїх володінь о. Ніас та завдав поразки Джамалуддіну Краматсіяху, султану Індрагірі. До 1625 року захопив область Ріау. Внаслідок цього під владу султанату (з урахуванням залежних племен) потрапили північ і центр Суматри.
У 1629 році відправив кілька сотень кораблів з військом у 19 тис. вояків на чолі із магараджею-лела (на кшталт адмірала) для нападу на Малакку, але португальці відбили напад. За даними португальських джерел, усі його кораблі були знищені. Зрештою зберіг контроль над Північною Суматрою, але так і не зміг отримати перевагу в протоці або розширити імперію на багатий на чорний перець регіон Лампунг на південній частині острова, який перебував під контролем султанату Бантен.
У 1630—1631 і 1634 роках вимушен був придушувати повстання в Паханзі. 1632 року вибив португальців з Пераку, який ті захопили у 1629 році. Того ж року прийняв голландського посланця Дірка Статландера, що прибув від губернатора батавії, з пропозицією спільних дій проти португальської Малакки. Іскандар Муда загалом підтримав, але справа затяглася з приводу поділу здобичі та власне Малакки. Також султан був незадоволений бажанням голландців встановити монополію на торгівлю перцем з Суматри. Разом з тим підтримав блокаду Малакки, яку голландські кораблі розпочали у 1633 році.

#### Внутрішня політика
Намагався створити міцне підґрунття для управління. Для цього передусім намагався приборкати місцеву знать (оранг кайя), яку змусив відвідувати власний двір та мешкати тривалий час в столиці, заборонив їм будувати власні будинки, які можна було використовувати для військових цілей або тримати гармати. Водночас активно сприяв формуванню військової знаті, надаючи їй мулкіми (ікта).Для власної охорони створив Була палацову гвардію з 3 тис. жінок.
Султан поступово заміняв представників знаті, які з давен обіймали вищі цивілні посади, чиновниками (пангліма), формуючи управлінську бюрократії. Вони щорічно звітували перед султаном, а також підлягали регулярній інспекції.
Внаслідок реформи було створено систему судів, що спиралося на норми шаріату та традиції ісламської юриспруденції. Вищою апеляцією був сам султан. В якості покарання сприяв широкому застосуванню страт і каліцтв (відрізання частин тіла, осліплення, кастрування).
Для боротьби з конкурентами в торгівлі — португальцями з Малакки і султанами Джохору — запровадив впортах низькі відсоткові ставки та широке використання дрібних золотих монет (мас). При цьому в середині держави закріпив власну монополію на зовнішню торгівлю. В сільському господарстві розпочав активне залучення рабів для вирощування продуктів та збирання прянощів.
Наприкінці життя наказав стратити єдиного сина і спадкоємця трону Мевра Пупока за підозрою в участі у змові вищої знаті, який було викрито. Тому оголосив спадкоємця свого зятя — Іскандара Тані, який отримав трон після смерті Іскандара Муди в 1636 році.

## Меценат
Під час правління Іскандара Муди видатні ісламські вчені були залучені в Ачех і зробили його центром ісламської науки. Султан віддавав перевагу традиції суфійських містиків Хамзи Фансурі та Сіамсуддіна Пасаї, обидва з яких проживали при дворі Ачеха. Твори цих письменників були перекладені іншими індонезійськими мовами і мали значний вплив.
За його наказом було створено історичну працю — «Хікаят ачех» («Історія Ачеха»).

## Пам'ять
На честь нього названо міжнародний аеропорт в Банда-Ачех.